# Министерство юстиции Перу
Министерство юстиции Перу является правительственным министерством, которому поручено консультировать президента Перу в судебных вопросах.
Министерство несет ответственность, среди прочего, за национальную пенитенциарную систему, а также отношения государства с Римско-католической церковью в Перу.
Действующий министр юстиции — Фернандо Кастанеда Портокарреро с 13 февраля 2020 года.

## Государственные учреждения
- Генеральный архив нации (Перу)
- Национальная инспекция государственной Регистрации (Перу)
- Национальный пенитенциарный институт (Перу)